# Hispaniolaspindalis
De hispaniolaspindalis (Spindalis dominicensis) is een zangvogel uit de familie Spindalidae. Deze familie werd op grond van onderzoek gepubliceerd in 2013 en 2015 afgesplitst van deThraupidae (tangaren).

## Verspreiding en leefgebied
Deze soort is endemisch op Hispaniola.